# ماي فاي

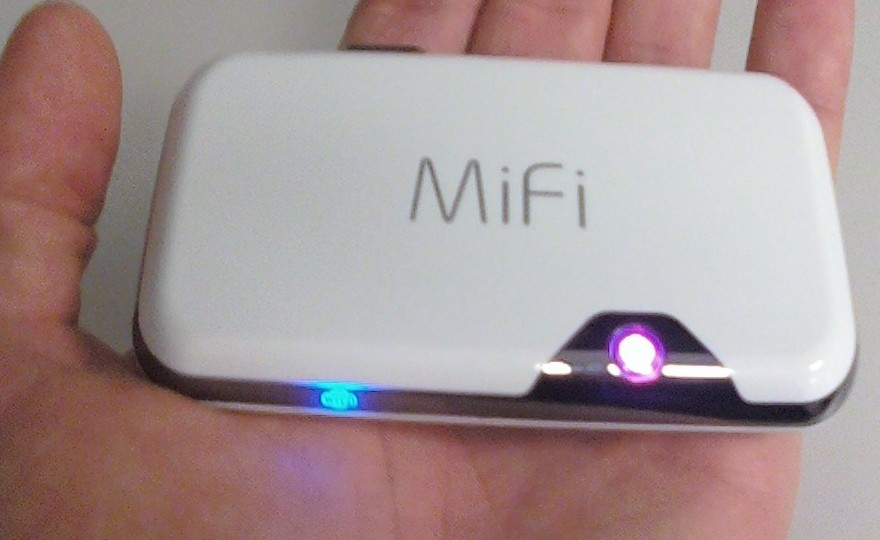
جهاز نوفاتيل ماي فاي 2372 والمسمى "نقط ساخنة ذكية للواي فاي

الماي فاي، (بالإنجليزية: MIFI)‏ هو مسير لاسلكي يستعمل كجهاز نقاط ساخنة يوفر الولوج إلى شبكة الإنترنت بعد وصله بجهاز هاتف محمول يعمل على شبكة بيانات لاسالكية مثل 3G أو أعلى. كلمة «ماي فاي» هي علامة تجارية مسجلة لشركة نوفاتيل اللاسلكية التي أعلنت عن الجهاز لأول مرة في مايو 2009 كما توفر هذه الخدمة في العديد من الدول إلا في بريطانيا التي توفر نفس الخدمة شركة هاتشنسون 3G المعروفة باسم "3".

## المواصفات
يوصل الجهاز الماي فاي إلى هاتف محمول مفعل ليعمل على ناقل بيانات الشبكة الخليوية ومنه، يمكن وصل حتى عشرة أجهزة وافاي مثل حاسوب محمول أو لوحات حاسوبية. يصل مدى الماي فاي إلى 10 أمتار (30 قدم).

## توافره
يتم تسويق نوفاتيل ماي فاي بهذا الاسم في هولندا، مصر، إسبانيا، البرتغال، ألمانيا، الهند، بولندا، رومانيا، المجر، سلوفينيا، قطر، الكويت، البحرين، نيوزيلندا، سنغافورة، تايلاند، اليابان، وجنوب أفريقيا، وبورتوريكو، وغانا، وكندا، والمكسيك.

## اقرأ أيضا
- نقطة الوصول المحمولة
- هاتف محمول
- واي فاي
- نقاط لاسلكية ساخنة